# 緣份有Take 2
《緣份有Take 2》為2000年的香港愛情輕喜劇電影，導演為麥子善，張家輝、朱茵等主演。

## 劇情大綱
Emma是一家網絡公司的秘書，與年紀比她小的上司Leo戀愛。一次她乘坐公車時聽到電台節目宣稱撿到他人丟失的硬幣可帶來好運，於是撿起了同事Anson掉下的一元錢硬幣。Anson是Emma公司的網絡總監，一直暗戀Emma，他聽到電台節目後面的更正說明撿到的硬幣會給人帶來噩運，努力想取回硬幣，改變Emma的命運。Emma在撿到硬幣後果然遇到一連串噩運，被裁員、寵物死去、被戀人懷疑、落海，她在經歷連串不幸之後，獲得重新再來一次的機會，於是時間又回到她撿到硬幣的那一天，可是一切曾經發生的事情仍然發生了，但這仍然給了她重新認識自己的生活和Anson的機會。

## 主要演員
- 朱茵 飾 Emma
- 張家輝 飾 Anson
- 陳法蓉 飾 Porsh
- 劉愷威 飾 Leo
- 苑瓊丹 飾 同事
- 杜汶澤
- 李兆基
- 海俊傑
- 劉以達
- 李蕙敏
- 關寶慧
- 慢必
- 快必